# Липа амурская
Ли́па аму́рская (лат. Tilia amurensis) — листопадное дерево, вид рода Липа (Tilia) семейства Мальвовые (Malvaceae); ранее род Липа обычно выделялся в самостоятельное семейство Липовые (Tiliaceae).

## Ботаническое описание
Дерево высотой до 25(30) м. Кора тёмно-серая, пластинчато отслаивающаяся у старых деревьев, иногда в большей мере с глубокими бороздами; кора молодых веточек голая, коричнево-красноватая. Побеги сначала с шелковистым белым опушением, вскоре опадающим.
Почки продолговатые, яйцевидные, голые, длиной 5—7(8) мм, шириной 3—4 мм, с тремя почечными чешуями, из которых первая охватывает около половины основания почки, а по высоте не превышает её середины.

### Листья
Черешки голые, длиной 3—5,5 см. Листья фертильных побегов округлые или широкояйцевидные, 4,5—7 см длиной и такой же ширины, на верхушке оттянуто-заострённые, с более-менее глубоко сердцевидным основанием (листья, находящиеся ближе к концам ветвей, иногда имеют почти усечённое основание), пильчато-зубчатые, с более-менее округлыми зубцами с как бы насаженным остриём, являющимся продолжением листовой пластинки, сверху голые (лишь вначале более-менее густо покрытые звездчатыми шелковистыми волосками), снизу сизоватые, голые, иногда по жилкам с рассеянными волосками и бурыми бородками спутанных волосков в углах между жилок. Листья порослевых побегов дельтовидные или округлые, длиной до 10—15 см, с более крупными зубцами, иногда листья лопастные, с негустыми бородками в углах жилок и рассеянными звездчатыми волосками. Базальных жилок 6—7; жилок второго порядка 5—7; жилки третьего порядка более-менее извилистые и параллельные.

### Соцветия и цветки
Прицветный лист широколанцетной или обратноланцетный, 3,5—6(7) см длиной, 1—1,5 см шириной, часто несимметричный, с обеих сторон голый, внизу постепенно сужающийся, приросший к цветоносу на высоте 1—2 см от его основания и сросшийся с ним менее, чем на половину своей длины, сверху жёлтого, а снизу жёлто-палевого цвета. Соцветие 8—10 см длиной, состоит из (3)5—8(15) (до 20) цветков, рыхлое. Бутоны округло-яйцевидные, 3—4 мм в диаметре, опушённые мелкими звездчатыми волосками. Цветки 15—16 мм в диаметре. Чашелистики ланцетные, длиной 5—6 мм, снаружи негусто опушённые мелкими звездчатыми волосками, изнутри у основания длинноволосистые. Лепестки на верхушке более-менее округлые, постепенно сужающиеся книзу, 6—7 мм длиной. Тычинок 25—30, нити некоторых из них в нижней части в большей мере расширенные и уплощённые, 6—7 мм длиной. Завязь войлочно опушённая, шаровидная. Столбик голый, 3—4 мм длиной, с расходящимися лопастями рыльца. Цветение происходит в первой половине июня, в северных районах — во второй половине июня.

### Плоды и всходы
Плоды округлённой или удлинённой формы, иногда практически грушевидные, 5—6(8) мм в диаметре, гладкие или с выпуклыми рёбрами, войлочно опушённые. Плодоносит в конце августа. Вес 1000 плодов — 30—40 г; в 1 кг — 25—33 тысячи плодов.
Стебель всходов курчаво-волосистый; семядоли пяти — семи-пальчатолопастные, у основания слегка клиновидные, с обеих сторон голые, лишь по жилкам слегка реснитчато-волосистые, по краям густо-жёсткореснитчатые, 2—3 см длиной и шириной, на густо-реснитчато-опушённых черешках. Первый лист дельтовидный, у основания слегка сердцевидный, 3—4 см длиной, 1,5—2 см шириной, с крупными зубцами, с остроконечиями, сверху и снизу по жилкам редко, а по краям густо реснитчато-волосистый; черешок 1,5—2 см длиной, такой же реснитчато-опушённый.
Плоды созревают в сентябре. В 1 кг около 27000 штук. Стратификацию требуют в течение 50—70 дней, средняя всхожесть 45 %.
Вид описан из Амура. Тип в Санкт-Петербурге.

## Экология и распространение
Липа амурская распространена в России (Амурская область, Хабаровский край (юг), Приморье), Китае (провинции Хэйлунцзян, Ляонин и Гирин) и Корее. Поднимается в горы не выше 150—200 м над ур. м.
Произрастает в долинах рек в широколиственно-ильмовых лесах, а по склонам гор в дубовых лесах.
По данным Леонида Любарского и Любови Васильевой липу амурскую поражают следующие дереворазрушающие грибы: трутовик серно-жёлтый (Laetiporus sulphureus), трутовик плоский (Ganoderma applanatum), трутовик пенообразный (изредка), трутовик чешуйчатый (Cerioporus squamosus), трутовик горбатый (Trametes gibbosa), осиновый гриб, чешуйчатка золотистая, чешуйчатка промежуточная.
Предельный возраст точно установить сложно, так как наиболее старые экземпляры все дуплистые или со значительной гнилью, во всяком случае он превышает 300 лет. В первые годы растёт очень медленно, с 25—30 лет рост усиливается. В естественных условиях хорошо возобновляется семенами, даёт поросль, особенно обильно после рубки.

## Химический состав
В листьях весеннего сбора содержится: влаги — 10,5 %, сухого вещества — 89,15 %, сырой золы — 6,77 %, сырой клетчатки — 14,35 %, сырого жира — 1,33 %, сырого протеина — 20,97 %, БЭВ — 56,97 %.
| Дата сбора  | Воды (%) | От абсолютного сухого вещества в % | От абсолютного сухого вещества в % | От абсолютного сухого вещества в % | От абсолютного сухого вещества в % | От абсолютного сухого вещества в % |
| Дата сбора  | Воды (%) | золы                               | протеина                           | жира                               | клетчатки                          | БЭВ                                |
| ----------- | -------- | ---------------------------------- | ---------------------------------- | ---------------------------------- | ---------------------------------- | ---------------------------------- |
| 2 июня      | 10,85    | 6,7                                | 20,8                               | 1,3                                | 14,3                               | 56,9                               |
| 8 августа   | 12,54    | 7,8                                | 16,1                               | 3,1                                | 21,5                               | 51,5                               |
| 15 сентября | 11,91    | 6,9                                | 9,4                                | 3,2                                | 27,8                               | 52,7                               |

## Значение и применение
Является ценным медоносом. В районах естественного произрастания зацветает 6—12  июля и продолжает цвести около двух недель. Зацветает на 4—6 дней позже липы Таке. Нектароносная ткань в виде утолщенного валика заканчивается ровной полоской, которая немного выделяется на главной жилке. В цветке 4—5 нектарников. Продуктивность мёда одним растением зависит от возраста и колеблется от 0,08 до 5,0 кг. Продуктивность мёда условно чистых насаждения может достигать 1000 кг/га, по другим данным до 1500 кг/га. В благоприятные годы взяток на один улей достигает 10—12 кг, на отдельных пасеках до 17 кг в день. 
По химическому составу листья являются высокоценным кормовым продуктом. Содержат 31,4—74,0 мг % каротина. Крупный рогатый скот охотно ощипывает листву с середины июня, в июле и августе. Пятнистые олени отлично поедают тонкие ветки, листья и кору молодых деревьев. Также хорошо поедается изюбрем и косулей. Для оленей является круглогодичным кормом. С 1 га липа амурская даёт 5—10 центнеров поедаемого на 100 % зелёного корма.
Древесина высоко ценится в столярном и токарном производствах и в специальном машиностроении. Идёт на производство легкой фанеры, на изготовление различной тары для продуктов, ульев, чертёжных досок, деревянных ложек. Может применяться для производства спичек. Из луба может изготавливаться мочало.
В культуре давно на Дальнем Востоке, вводится в культуру в Западной Сибири.
Листья съедобны для скота и могут заготавливаться на зиму в виде веников.

## Классификация
Вид Липа амурская относится к роду Липа (Tilia) семейства Мальвовые (Malvaceae).
|  |                  |  |                     |                          |                       |  | ещё 45 порядков покрытосеменных (согласно Системе APG II) | ещё 45 порядков покрытосеменных (согласно Системе APG II) |                                           |  |  |  | ещё около 204 родов | ещё около 204 родов |  |  |
|  |                  |  |                     |                          |                       |  | ещё 45 порядков покрытосеменных (согласно Системе APG II) | ещё 45 порядков покрытосеменных (согласно Системе APG II) |                                           |  |  |  | ещё около 204 родов | ещё около 204 родов |  |  |
|  |                  |  |                     | отдел Цветковые растения |                       |  |                                                           |                                                           | семейство Мальвовые                       |  |  |  |                     | вид Липа амурская   |  |  |
|  |                  |  |                     | отдел Цветковые растения |                       |  |                                                           |                                                           | семейство Мальвовые                       |  |  |  |                     | вид Липа амурская   |  |  |
|  | царство Растения |  |                     |                          | порядок Мальвоцветные |  |                                                           |                                                           | род Липа                                  |  |  |  |                     |                     |  |  |
|  | царство Растения |  |                     |                          |                       |  |                                                           |                                                           |                                           |  |  |  |                     |                     |  |  |
|  |                  |  | ещё около 21 отдела | ещё около 21 отдела      |                       |  |                                                           | ещё 10 семейств (согласно Системе APG II)                 | ещё 10 семейств (согласно Системе APG II) |  |  |  | ещё около 40 видов  |                     |  |  |
|  |                  |  |                     | ещё около 21 отдела      |                       |  |                                                           |                                                           | ещё 10 семейств (согласно Системе APG II) |  |  |  |                     |                     |  |  |